# رودولف سبور
رودولف ميشيل سبور (16 أغسطس 1938 - 23 مايو 2024)، هو مخرج تلفزيوني هولندي، وكان يشرف على اخراج أهم الأحداث. بدأ حياته المهنية كمصور في عام 1960. في عام 1962 أشرف على البث التلفزيوني لجنازة الملكة فيلهيلمينا.